# Горіх бразильський
Бразильський горіх або бертолетія (лат. Bertholletia excelsa) — висококалорійний екзотичний горіх, що містить велику кількість жирів і білків. Він є цінним харчовим продуктом, який можна використовувати при готуванні овочевих та м'ясних страв. Бразильські горіхи родом з Південної Америки, з Бразилії, як можна здогадатися з їхньої назви. Це насіння величезного тропічного дерева, що досягає 50 метрів, і його можна знайти в тропічних джунглях. 

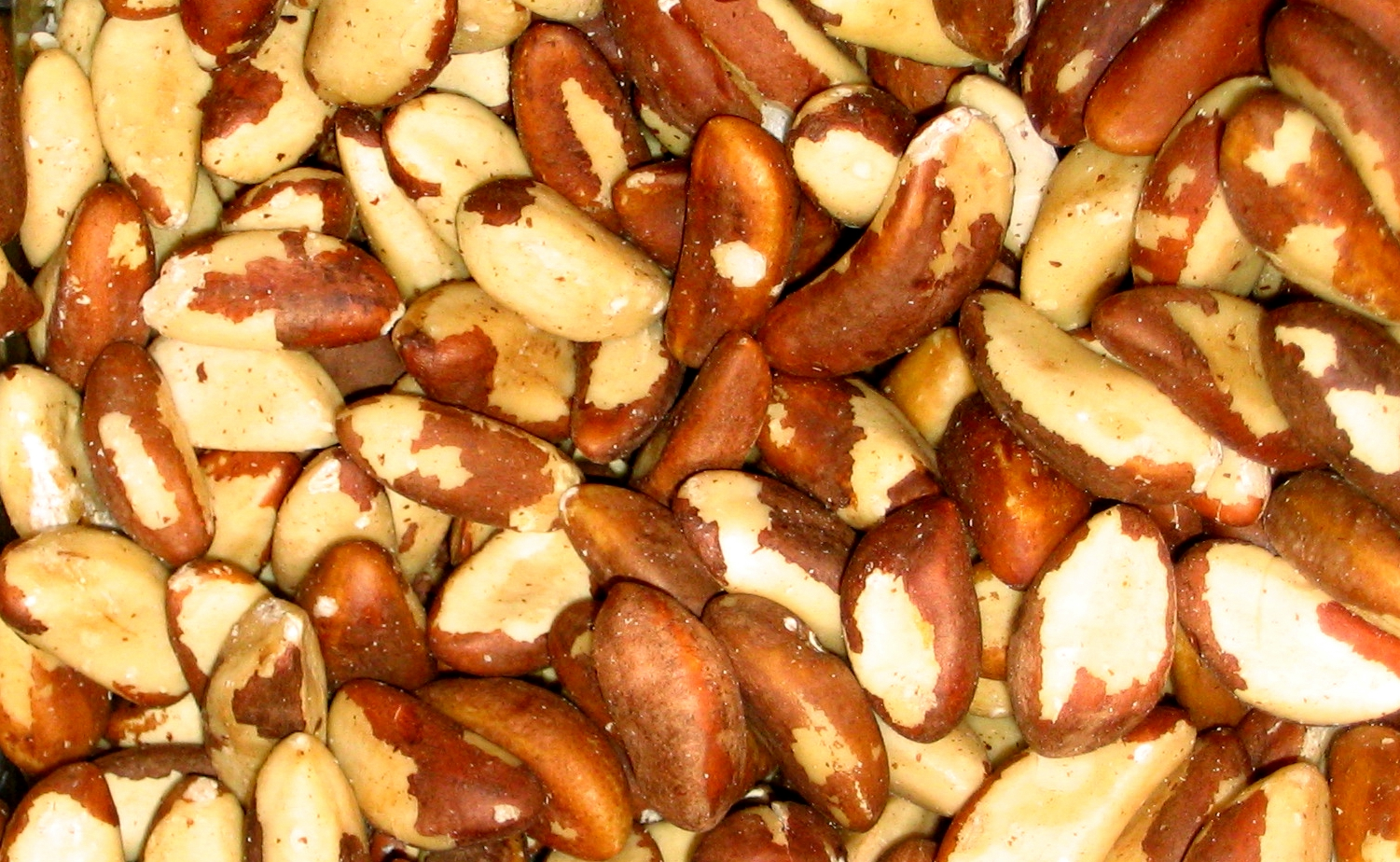
Готові до споживання бразильські горіхи

 Насіння зростають у кетягах по 12-24 в великому горісі, який схожий на кокос. Вони завжди залишаються на дні коробки з горіхами, оскільки їх важко розколоти. Хоча вони містять 65% олії, вони також є хорошим джерелом кальцію, магнію, вітамінів А і В. Крім того, всього 2 бразильські горіхи містять денну норму селену. Дрібно порізані бразильські горіхи добрі для салатів, хліба, пирогів та печива. Іспанці відкрили бразильські горіхи в XVI сторіччі і використовували їх як їжу для голодних солдатів на південноамериканському континенті.

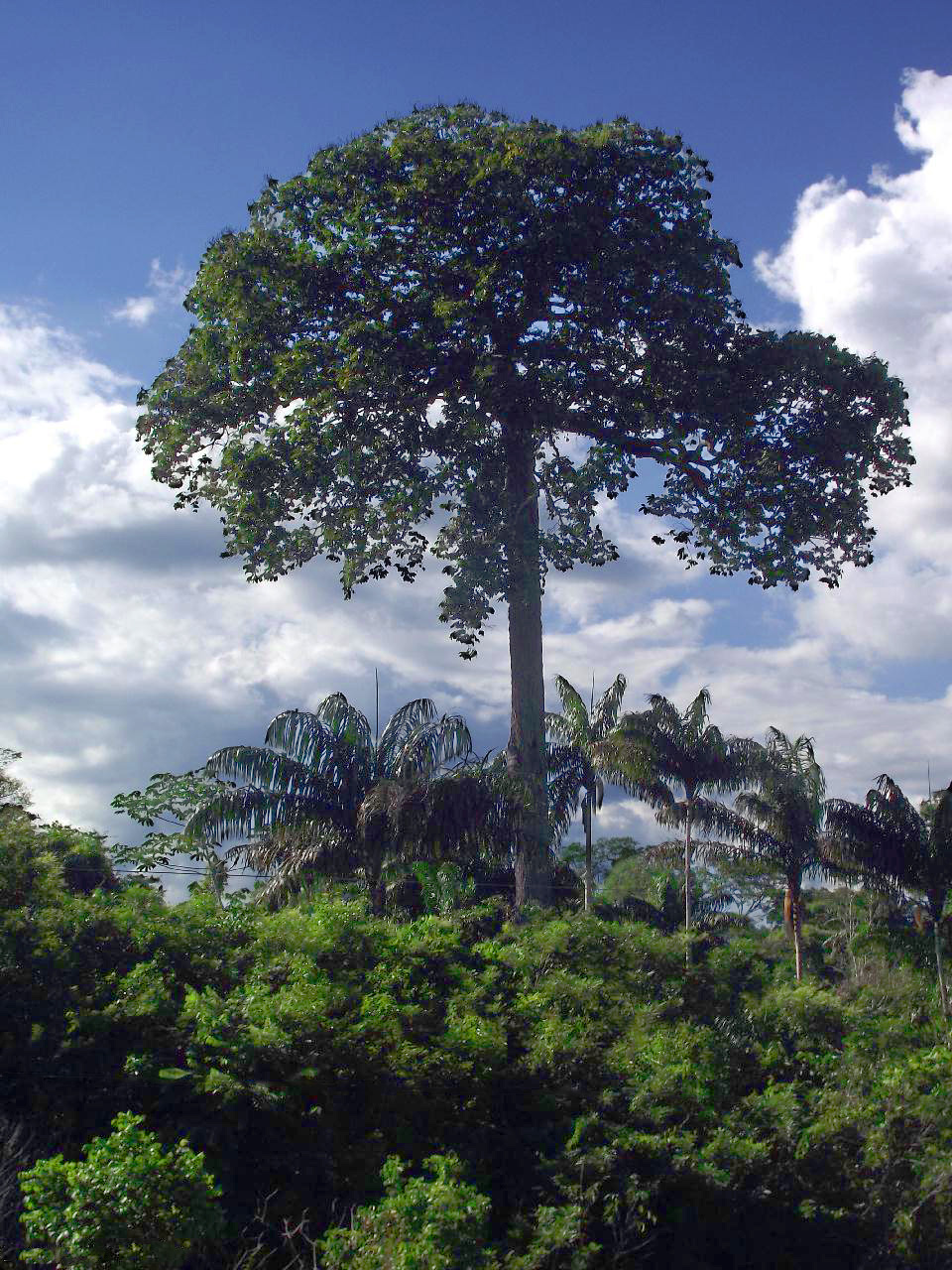
Бертолетія високо підіймається над сусідніми деревами